# Râul Teiuș
Râul Teiuș este un curs de apă, afluent al râului Plapcea Mică. 